# Кнез Игор (опера)
Опера Кнез Игор (рус. Князь Игорь) је дело у 4 чина са прологом Александра Бородина, настало у периоду 1869—1887, које су довршили Николај Римски-Корсаков и Александар Глазунов након Бородинове смрти. Глазунов је написао већи део трећег чина и увертиру, док је Римски-Корсаков организовао и оркестрирао оперу. Она је имала премијеру у Санкт Петербургу (Театар Марински) 4. новембра 1890.
Кнез Игор припада жанру епске опере са историјским садржајем(либрето је рађен према руском епу Слово о полку Игорову из XII века). Епски тип драматургије повезује Бородиново дело са Глинкином опером Руслан и Људмила. 
Улога коју у овом делу игра балет (чувене Половецке игре) директно произилази из начина коришћења балета у Глинкиној опери-бајци. Велики балет у овој опери написан је на источњачким ритмовима, проткан мотивом старословенске црквене песме (Свјати Боже). Овај балет долази у ред највреднијих из музичке литературе оперске музике који може да се изведе и као самостално дело. 
Половецке игре и половецки марш из ове опере се изводе и као концертна свита. Дело има изузетне музичке моменте, богате и раскошне мелодије, нарочито у вези са музичком сфером Половаца. 

## Радња

### Пролог
Половци су опљачкали више руских градова. Кнез Игор полази у војни поход против њиховог хана Кончака. Помрачење Сунца је лош предзнак за овај поход. Своју супругу, Јарославну, Игор ставља под заштиту њеног брата, кнеза Галицког. 

### Први чин
Сцена прва - У дому кнеза Галицког одвија се пир у коме предњаче дезертери Скула и Јерошка. Група девојака долази са молбом да кнез ослободи једну њихову отету другарицу, али кнез то одбија. 
Сцена друга - Очајне, девојке одлазе код Јарославне која тужи за својим мужем, кнезом Игором. Оне јој се жале на злодела њеног брата. Тада наилази сам кнез Галицки, девојке побегну, а сестра га претњама натера да ослободи отету девојку. После тога код ње долазе бојари који јој саопштавају да су кнез Игор и њихов син пали у татарско ропство. Штавише, непријатељ се спрема да нападне град. 

### Други чин
У половецком логору. Група девојака са Кончаковном, певају и играју. Њихово весеље прекида долазак руских заробљеника (међу којима су и кнез Игор и кнежевић Владимир). Девојке им нуде храну и пиће, а Кончаковна и Владимир се заљубуљују. 
Кончак је пријатељски расположен према Игору, третира га као себи равног, и нуди му слободу у замену за споразум о миру или савез. Игор то одбија. 
Најзад, Половци изводе игре (Половецке игре) којима забављају хана и његове заробљенике. 

### Трећи чин
Пошто зна да је његов град угрожен, Игор одлучује да побегне. Али Кончаковна не жели да Владимир оде од ње, и тражи од њега да докаже своју љубав тако што ће остати са њом. Владимир се налази између очевих жеља и Кончаковниних молби. Кончаковна, бесна, диже узбуну; Игор успева да побегне, док Владимир остаје заробљен. Сви ханови долазе и информишу се о Игоровом бекству, чекајући одлуку хана Кончака. Противно вољи већине, Кончак одлучује да помилује Владимира и дозволи му да се венча његовом кћери. 

### Четврти чин
Јарославна плаче и тугује за Игором. У даљини се виде обриси два коњаника; како се приближавају кнегиња препознаје свог супруга. Нико не зна да је кнез побегао и да се вратио у Путивл. Скула и Јерошка говоре у част принца Галицког, не знајући да је кнез Игор у њиховој близини. Међутим, Игор ништа није чуо, те тако Скула и Јерошка добијају заслуге због вести о кнежевом повратку. Следи финални наступ хора у којем се величају кнез и Русија и наговештава нови поход на Половце.